# ヘレン・リッチー

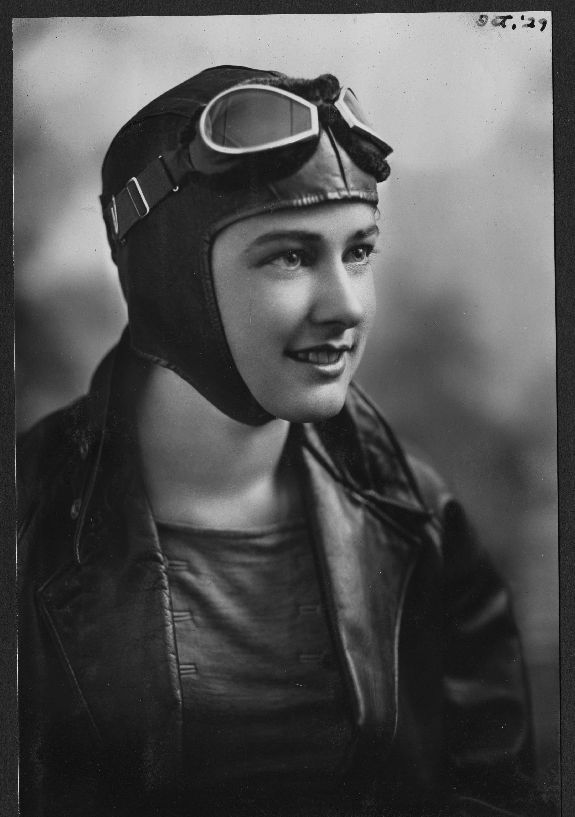
Helen Richey, 1929.

ヘレン・リッチー（Helen Richey、1909年11月21日 - 1947年1月7日）は、アメリカ合衆国の女性パイロットである。民間航空のパイロットとして雇われた最初のアメリカ人女性パイロットである。

## 生涯・業績
ペンシルベニア州、マッキースポート（McKeesport）に生まれた。父親はマッキースポートの教育長であった。少女時代にズボンをはくのを好む女性であった。20歳の時に飛行機の操縦を習い、飛行免許を取ると、父親は飛行機を買い与えた。曲技飛行パイロットとなり、1933年には、女性パイロット、フランシス・マルサリス（Frances Marsalis）の副操縦士として、空中給油をうけながらの滞空時間記録飛行を行い、10日間の飛行記録をつくった。1934年には女性のナショナル・エア・レースに優勝するが、このレースでフランシス・マルサリスが事故死したことによって、より安定した航空の職業に就くことを望んだ。セントラル航空（後にユナイテッド航空に吸収される）が、彼女を雇い、1934年12月31日、初の女性パイロットとして、フォード トライモーターに副操縦士として搭乗し、新聞もこのことを大きく報じた。しかしながら、パイロットとしてより、宣伝のために使われることが多く、郵便飛行士組合も彼女の加入をこばみ、民間航空庁（Civil Aeronautics Authority）も悪天候時の女性の操縦を禁止するなどの差別に不満で10ヶ月ほどで、セントラル航空を退職し、レースパイロットに戻った。セントラル航空でパイロットとして飛行したのは10数回にすぎなかった。1936年にはアメリア・イアハートと組んで、ベンディックス・トロフィー・レースで男性チームと競って5位に入賞した。
第二次世界大戦中はWomen's Airforce Service Pilots (WASP)などに参加し、軍用機の輸送飛行に従事した。戦後は、軍を退役した多くのパイロットが生まれたことによって、パイロットの仕事が見つからなくなり、1947年、ニューヨークのアパートで睡眠薬を飲んで死亡した。自殺だと推定されている。